# Glovo
Glovo es una aplicación de reparto de comida a domicilio española con domicilio social en Barcelona fundada en 2014 por Oscar Pierre y lanzada en 2015 por él mismo y Sacha Michaud tras una ronda inicial de financiación. Desde mediados de 2022, Glovo forma parte del grupo Delivery Hero, una empresa multinacional alemana de entregas de comida en línea a domicilio que cotiza en bolsa.

## Historia
La empresa fue fundada en 2014 y comenzó a operar en España en 2015. Los fundadores son Óscar Pierre Miquel (Barcelona, 1992) y Sacha Michaud, nacionalizado español de origen anglocanadiense. Óscar Pierre y Marta Ripoll de Damborenea fueron sus primeros administradores. Su razón social en España es Glovoapp23 S. L.
La inversión inicial fue de unos 120 000 euros y desde entonces han acudido a varias rondas de financiación para captar fondos de inversores (especialmente de capital riesgo) y posibilitar el crecimiento de la firma. En abril de 2019 tuvo lugar una de dichas rondas de financiación, por un valor de 150 millones de euros. Para septiembre de 2019 la empresa ya se había expandido a veintiséis países y ofrecía sus servicios en más de doscientas ciudades del mundo. Durante ese año la empresa no generaba beneficios, con mayor registro de pérdidas que ingresos y se mantenía gracias a inyecciones de capital.
El 13 de mayo de 2020 Glovo anunció una alianza comercial con Supermercados Paiz (propiedad de la cadena estadounidense Walmart) en Guatemala a fin de promover las entregas casa a casa de estos establecimientos, este hecho aumento un 57 % los pedidos mediante esta aplicación móvil
El 16 de septiembre de 2020 la empresa vendió sus operaciones en América Latina por 230 millones de euros a la empresa alemana Delivery Hero, dueña de la mayoría del capital accionario de Pedidos Ya. Desde octubre reparte también para El Corte Inglés, tanto comida como juguetes.[cita requerida]
En septiembre de 2021 Glovo anunció un acuerdo para la adquisición de Lola Market, plataforma que agrupa a las principales cadenas de distribución alimentaria, para así permitir a sus usuarios hacer la compra a través de internet en grandes hipermercados como Mercadona, Carrefour o DIA. Además, la empresa anunció la adquisición de la plataforma portuguesa Mercadão.
En diciembre de 2021 Delivery Hero firmó un acuerdo para convertirse en el accionista mayoritario de Glovo, por el cual adquiriría en el futuro una participación adicional del 39,4 % de la empresa de reparto española. La adquisición se completó en julio de 2022 y desde entonces posee una participación mayoritaria en Glovo del 94 %.

## Controversia
El modelo de negocio de la compañía está basado en la contratación de repartidores que actúan como trabajadores por cuenta propia, sin establecerse por lo tanto una relación laboral de trabajadores por cuenta ajena (asalariados). En España, la inspección de trabajo ha emitido informes en los que se considera que este régimen constituye una relación de «falso autónomo», pues los mensajeros no tienen poder para negociar su contrato o sus remuneraciones y la empresa organiza y manda a los repartidores con protocolos claros. En este sentido, ha habido sentencias judiciales tanto avalando como rechazando la validez del régimen laboral por cuenta propia en el modelo empresarial de Glovo.
En mayo de 2019 un mensajero nepalí de Glovo murió al ser atropellado por un camión del servicio de limpieza en Barcelona. Tras el fallecimiento, Glovo reconoció que el mensajero no estaba registrado y que estaba repartiendo sin contrato. Repartidores que trabajan para la empresa reconocieron que el fallecido estaba usando una cuenta prestada, pues se hallaba indocumentado. Estos hechos y la precariedad laboral motivaron varias concentraciones de protesta de los repartidores.
En 2020, un sindicato de riders denunció a Glovo debido a la falta de medidas de protección frente a la pandemia del coronavirus durante el estado de alarma.
En mayo de 2021 alguien hackeó a la empresa. Días después los 480 GB de datos personales que contenía la base de datos filtrada fueron puestos a la venta en un foro de la Dark Web. En agosto de 2022 el usuario «k4fk4» puso a la venta la base de datos filtrada otra vez.
En septiembre de 2022, el Ministerio de Trabajo multó a Glovo con 79 millones de euros y con la obligación de regularizar a 10 600 trabajadores, como consecuencia de sucesivas inspecciones de trabajo llevadas a cabo entre mayo de 2018 y agosto de 2021.
En octubre de 2022 un repartidor en Florencia murió a causa de un accidente de tráfico mientras estaba realizando un pedido. Al día siguiente Glovo le despidió por no haber terminado la entrega.
En junio de 2023, un tribunal de Palermo dictaminó que la plataforma debía revelar cómo su algoritmo asigna las tareas a los trabajadores. El centro de este juicio es la demanda de transparencia sobre cómo funcionan estos algoritmos, que es fundamental para defender los derechos de los trabajadores de la plataforma.
En una causa abierta en julio de 2024, el Juzgado de Instrucción de Barcelona citó al fundador y consejero delegado de la empresa en octubre del mismo año con el objetivo de que declarase como investigado por un presunto delito contra los derechos de los trabajadores al mantenerlos como falsos autónomos.
En junio de 2025, la Comisión Europea multó a Glovo y Delivery Hero con 329 millones de euros por diversas prácticas anticompetitivas. Las infracciones incluían cláusulas recíprocas que bloqueaban el reclutamiento de personal entre ambas empresas; el intercambio de información confidencial —como políticas de precios, estrategias comerciales, costes y capacidad de producción— con el fin de alinear sus dinámicas y distorsionar el mercado europeo de comida a domicilio; así como acuerdos para repartirse geográficamente el sector de venta online de alimentos en el Espacio Económico Europeo.